# Wolverhampton Wanderers F.C. mùa giải 2021-22
Mùa giải 2021–22 là mùa giải thứ 144 trong lịch sử CLB Wolverhampton Wanderers và cũng là mùa giải thứ tư liên tiếp đội bóng này chơi ở Giải bóng đá Ngoại hạng Anh. Cùng với giải Ngoại hạng, đội bóng cũng tranh tài ở hai đấu trường cúp, đó là FA Cup và EFL Cup. Mùa giải dự kiến sẽ bắt đầu từ ngày 1 tháng 7 năm 2021 đến ngày 30 tháng 6 năm 2022.
Đây cũng là mùa giải đầu tiên của Wolves dưới thời tân HLV Bruno Lage, người được bổ nhiệm vào ngày 9 tháng 6 năm 2021 để thay thế cho Nuno Espírito Santo đã rời đội bóng vào cuối mùa giải trước.

## Giao hữu tiền mùa giải
Lịch trình Giao hữu tiền mùa giải của Wolves bao gồm các trận đấu với: Crewe Alexandra, Real Betis, Stoke City, Coventry City và Celta Vigo, ngoài ra còn có 2 trận đấu kín với Forest Green Rovers và Al Shabab. Vào ngày 12 tháng 7, Wolves xác nhận trận giao hữu thứ 6 trong lịch trình, đối đầu với Las Palmas.
| 10 tháng 7 2021 Giao hữu | Wolverhampton Wanderers | 3–0 | Forest Green Rovers | Wolverhampton          |
|                          |                         |     |                     | Sân vận động: Molineux |

| 17 tháng 7 2021 Giao hữu | Crewe Alexandra | 1–0      | Wolverhampton Wanderers | Crewe                                            |  |
| 21:15 UTC+7              | Long 53'        | Chi tiết |                         | Sân vận động: Gresty Road Trọng tài: Andy Haines |  |

| 25 tháng 7 2021 Giao hữu | Real Betis | 0–1      | Wolverhampton Wanderers | La Línea, Spain                                          |  |
| 00:00 UTC+7              |            | Chi tiết | Cutrone 83'             | Sân vận động: Estadio Municipal Trọng tài: Ruiz Aguilera |  |

| 27 tháng 7 2021 Giao hữu | Las Palmas                            | 3–2      | Wolverhampton Wanderers      | Marbella, Spain                                                     |  |
| 00:00 UTC+7              | García 39' · Peñaranda 45' · Jesé 72' | Chi tiết | Hoever 53' · Gibbs-White 83' | Sân vận động: Marbella Football Center Trọng tài: Expósito Amarillo |  |

| 28 tháng 7 2021 Giao hữu | Al Shabab    | 1–2 | Wolverhampton Wanderers            | Marbella, Spain                                                     |  |
| 00:00 UTC+7              | Al-Harbi 27' |     | Campbell 63' · Jiménez 88' (ph.đ.) | Sân vận động: Marbella Football Center Trọng tài: Expósito Amarillo |  |

| 31 tháng 7 2021 Giao hữu | Stoke City | 1–1 | Wolverhampton Wanderers | Stoke-on-Trent                                        |  |
| 19:00 UTC+7              | Batth 27'  |     | Jiménez 30'             | Sân vận động: Britannia Stadium Lượng khán giả: 7,894 |  |

| 1 tháng 8 2021 Giao hữu | Coventry City       | 1–2      | Wolverhampton Wanderers | Coventry                                                                                       |  |
| 19:00 UTC+7             | Waghorn 57' (ph.đ.) | Chi tiết | Silva 7' · Neves 55'    | Sân vận động: Coventry Building Society Arena Lượng khán giả: 8,373 Trọng tài: Oliver Langford |  |

| 7 tháng 8 2021 Giao hữu | Wolverhampton Wanderers | 0–1      | Celta Vigo        | Wolverhampton                                                     |  |
| 18:45 UTC+7             |                         | Chi tiết | Aspas 31' (ph.đ.) | Sân vận động: Molineux Lượng khán giả: 16,391 Trọng tài: Jon Moss |  |

## Các giải đấu

### Giải bóng đá Ngoại hạng Anh

#### Bảng xếp hạng
| VT | Đội                     | ST | T  | H  | B  | BT | BB | HS  | Đ  |
| -- | ----------------------- | -- | -- | -- | -- | -- | -- | --- | -- |
| 8  | Leicester City          | 38 | 14 | 10 | 14 | 61 | 59 | +2  | 52 |
| 9  | Brighton & Hove Albion  | 38 | 12 | 15 | 11 | 42 | 44 | −2  | 51 |
| 10 | Wolverhampton Wanderers | 38 | 15 | 6  | 17 | 38 | 43 | −5  | 51 |
| 11 | Newcastle United        | 38 | 13 | 10 | 15 | 44 | 62 | −18 | 49 |
| 12 | Crystal Palace          | 38 | 11 | 15 | 12 | 50 | 46 | +4  | 48 |

#### Kết quả tổng hợp
| Tổng thể | Tổng thể | Tổng thể | Tổng thể | Tổng thể | Tổng thể | Tổng thể | Tổng thể | Sân nhà | Sân nhà | Sân nhà | Sân nhà | Sân nhà | Sân nhà | Sân khách | Sân khách | Sân khách | Sân khách | Sân khách | Sân khách |
| ST       | T        | H        | B        | BT       | BB       | HS       | Đ        | T       | H       | B       | BT      | BB      | HS      | T         | H         | B         | BT        | BB        | HS        |
| -------- | -------- | -------- | -------- | -------- | -------- | -------- | -------- | ------- | ------- | ------- | ------- | ------- | ------- | --------- | --------- | --------- | --------- | --------- | --------- |
| 38       | 15       | 6        | 17       | 38       | 43       | −5       | 51       | 7       | 3       | 9       | 20      | 25      | −5      | 8         | 3         | 8         | 18        | 18        | 0         |

Cập nhật lần cuối: 22 tháng 5 năm 2022.

Nguồn: 

#### Kết quả theo vòng đấu
| Vòng đấu | 1  | 2  | 3  | 4  | 5  | 6  | 7  | 8  | 9  | 10 | 11 | 12 | 13 | 14 | 15 | 16 | 17 | 18 | 19 | 20 | 21 | 22 | 23 | 24 | 25 | 26 | 27 | 28 | 29 | 30 | 31 | 32 | 33 | 34 | 35 | 36 | 37 | 38 |
| -------- | -- | -- | -- | -- | -- | -- | -- | -- | -- | -- | -- | -- | -- | -- | -- | -- | -- | -- | -- | -- | -- | -- | -- | -- | -- | -- | -- | -- | -- | -- | -- | -- | -- | -- | -- | -- | -- | -- |
| Sân      | A  | H  | H  | A  | H  | A  | H  | A  | A  | H  | A  | H  | A  | H  | H  | A  | A  | H  | A  | H  | A  | H  | A  | H  | A  | A  | H  | H  | A  | H  | H  | A  | A  | H  | A  | H  | H  | A  |
| Kết quả  | L  | L  | L  | W  | L  | W  | W  | W  | D  | W  | L  | W  | D  | D  | L  | L  | W  | D  | W  | W  | W  | L  | W  | W  | L  | L  | L  | W  | W  | L  | W  | L  | L  | L  | D  | L  | D  | L  |
| Vị trí   | 13 | 16 | 18 | 13 | 16 | 14 | 12 | 10 | 11 | 7  | 8  | 6  | 6  | 8  | 8  | 9  | 8  | 8  | 8  | 8  | 8  | 8  | 7  | 7  | 7  | 8  | 8  | 8  | 7  | 8  | 8  | 8  | 8  | 8  | 8  | 8  | 8  | 10 |

#### Các trận đấu
Lịch thi đấu được công bố vào ngày 16 tháng 6 năm 2021, nhưng có thể sẽ bị điều chỉnh trong mùa giải.
| 14 tháng 8 2021 1 | Leicester City   | 1–0      | Wolverhampton Wanderers | Leicester                                                                       |  |
| 21:00 UTC+7       | Vardy 41', 90+1' | Chi tiết | Marçal 59' · Hoever 76' | Sân vận động: King Power Stadium Lượng khán giả: 31,983 Trọng tài: Craig Pawson |  |

| 22 tháng 8 2021 2 | Wolverhampton Wanderers | 0–1      | Tottenham Hotspur                                                       | Wolverhampton                                                           |  |
| 20:00 UTC+7       | Jiménez 57'             | Chi tiết | Alli 10' (ph.đ.) · Tanganga 38' · Skipp 44' · Højbjerg 85' · Kane 90+1' | Sân vận động: Molineux Lượng khán giả: 30,368 Trọng tài: Stuart Attwell |  |

| 29 tháng 8 2021 3 | Wolverhampton Wanderers                   | 0–1      | Manchester United                                                    | Wolverhampton                                                      |  |
| 22:30 UTC+7       | Neves 81' · Saïss 84' · Gibbs-White 90+2' | Chi tiết | Fernandes 44' · Greenwood 80' · Fred 84' · Pogba 90+3' · Dalot 90+3' | Sân vận động: Molineux Lượng khán giả: 30,621 Trọng tài: Mike Dean |  |

| 11 tháng 9 2021 4 | Watford                           | 0-2      | Wolverhampton Wanderers                                                         | Watford                                                                    |  |
| 21:00 UTC+7       | Etebo 13' · Rose 67' · Dennis 69' | Chi tiết | Marcal 67' · Sierralta 74' (l.n.) · Hee Chan 83' · Jimenez 90+2' · Kilman 90+5' | Sân vận động: Vicarage Road Lượng khán giả: 20.019 Trọng tài: Peter Bankes |  |

| 18 tháng 9 2021 5 | Wolverhampton Wanderers                            | 0-2 | Brentford                                                           | Wolverhampton                                                           |  |
| 18:30 UTC+7       | José Sá 27' · Saïss 38' · Neves 58' · Kilman 90+5' |     | Toney 28' · Mbeumo 34' · Henry 46' · Baptiste 59' 64' · Jansson 74' | Sân vận động: Molineux Lượng khán giả: 29.724 Trọng tài: Darren England |  |

| 26 tháng 9 2021 6 | Southampton | 0-1      | Wolverhampton Wanderers | Southampton                                                            |  |
| 20:00 UTC+7       |             | Chi tiết | Jiménez 61'             | Sân vận động: St. Mary's Lượng khán giả: 28.002 Trọng tài: Andy Madley |  |

| 2 tháng 10 2021 7 | Wolverhampton Wanderers | 2-1      | Newcastle United                         | Wolverhampton                                                         |  |
| 21:00 UTC+7       | Hee Chan 20', 58'       | Chi tiết | Hendrick 41' · Clark 56' · Manquillo 60' | Sân vận động: Molineux Lượng khán giả: 30.483 Trọng tài: Graham Scott |  |

| 16 tháng 10 2021 8 | Aston Villa                                     | 2-3      | Wolverhampton Wanderers                                        | Birmingham                                                                |  |
| 21:00 UTC+7        | Ings 48' · Mings 61' · McGinn 68' · Watkins 81' | Chi tiết | Neves 52', 90+5' · Saïss 80' · Coady 85', 86' · Dendoncker 88' | Sân vận động: Villa Park Lượng khán giả: 41,951 Trọng tài: Michael Oliver |  |

| 23 tháng 10 2021 9 | Leeds                                         | 1-1      | Wolverhampton Wanderers                             | Leeds                                                                    |  |
| 21:00 UTC+7        | Shackleton 65' · Rodrigo 90+4' (ph.đ.), 90+4' | Chi tiết | Moutinho 5' · Hee Chan 10' · Kilman 50' · Saïss 53' | Sân vận động: Elland Road Lượng khán giả: 36,475 Trọng tài: Robert Jones |  |

| 2 tháng 11 2021 10 | Wolverhampton Wanderers                    | 2-1      | Everton                   | Wolverhampton                                                            |  |
| 03:00 UTC+7        | Kilman 28' · Jiménez 32' · Aït-Nouri 90+2' | Chi tiết | Iwobi 66' · Coleman 90+2' | Sân vận động: Molineux Lượng khán giả: 30,617 Trọng tài: Martin Atkinson |  |

| 6 tháng 11 2021 11 | Crystal Palace                                   | 2-0      | Wolverhampton Wanderers | London                                                                     |  |
| 21:00 UTC+7        | Guehi 37' · Zaha 61' · Gallagher 78' · Olise 81' | Chi tiết | Moutinho 9' ·           | Sân vận động: Selhurst Park Lượng khán giả: 24,390 Trọng tài: Graham Scott |  |

| 20 tháng 11 2021 12 | Wolverhampton Wanderers | 1-0      | West Ham United | Wolverhampton                                                      |  |
| 22:00 UTC+7         | Neves 54' · Jiménez 58' | Chi tiết | Rice 86'        | Sân vận động: Molineux Lượng khán giả: 30,667 Trọng tài: Mike Dean |  |

| 27 tháng 11 2021 13 | Norwich City             | 0-0      | Wolverhampton Wanderers | Norwich                                                                  |  |
| 22:00 UTC+7         | Gilmour 28' · Gibson 50' | Chi tiết | Neves 31' · Semedo 53'  | Sân vận động: Carrow Road Lượng khán giả: 26,911 Trọng tài: Simon Hooper |  |

| 2 tháng 12 2021 14 | Wolverhampton Wanderers   | 0-0      | Burnley                             | Wolverhampton                                                        |  |
| 02:30 UTC+7        | Hee Chan 17' · Kilman 86' | Chi tiết | Mee 7' · Lowton 18' · Rodriguez 64' | Sân vận động: Molineux Lượng khán giả: 30,328 Trọng tài: John Brooks |  |

| 4 tháng 12 2021 15 | Wolverhampton Wanderers      | 0-1      | Liverpool                                 | Wolverhampton                                                           |  |
| 22:00 UTC+7        | Dendoncker 27' · Jiménez 88' | Chi tiết | Fabinho 62' · Robertson 66' · Origi 90+4' | Sân vận động: Molineux Lượng khán giả: 30,729 Trọng tài: Chris Kavanagh |  |

| 11 tháng 12 2021 16 | Manchester City                                           | 1-0      | Wolverhampton Wanderers                            | Manchester                                                              |  |
| 19:30 UTC+7         | Dias 40' · Rodri 43' · Sterling 66' (ph.đ.) · Cancelo 81' | Chi tiết | Jiménez 45+1' 45+2' · Neves 45+4' · Dendoncker 78' | Sân vận động: Etihad Stadium Lượng khán giả: 52,613 Trọng tài: Jon Moss |  |

| 16 tháng 12 2021 17 | Brighton                  | 0-1      | Wolverhampton Wanderers | Brighton                                                                     |  |
| 02:30 UTC+7         | Bissouma 69' · Burn 90+1' | Chi tiết | Saiss 45+1'             | Sân vận động: AMEX Stadium Lượng khán giả: 30,362 Trọng tài: Tony Harrington |  |

| 19 tháng 12 2021 18 | Wolverhampton Wanderers | 0-0      | Chelsea                    | Wolverhampton                                                        |  |
| 21:00 UTC+7         |                         | Chi tiết | Chalobah 30' · Rüdiger 33' | Sân vận động: Molineux Lượng khán giả: 30,631 Trọng tài: David Coote |  |

| 4 tháng 1 2022 19 | Manchester United                    | 0-1      | Wolverhampton Wanderers | Manchester                                      |  |
| 00:30 UTC+7       | McTominay 49' · Shaw 57' · Matić 74' | Chi tiết | Moutinho 82' · Sá 90+4' | Sân vận động: Old Trafford Trọng tài: Mike Dean |  |

| 15 tháng 1 2022 20 | Wolverhampton Wanderers                                              | 3-1      | Southampton                                    | Wolverhampton                                                              |  |
| 22:00 UTC+7        | Jiménez 37' (ph.đ.), 62' · Podence 43' · Coady 59' · A. Traoré 90+1' | Chi tiết | Lyanco 58' · Ward-Prowse 84', 86' · Salisu 87' | Sân vận động: Molineux Lượng khán giả: 30,057 Trọng tài: Michael Salisbury |  |

| 22 tháng 1 2022 21 | Brentford                              | 1-2      | Wolverhampton Wanderers                             | London                                                            |  |
| 22:00 UTC+7        | Toney 71' · Jansson 75' · Nørgaard 83' | Chi tiết | Moutinho 48' · Neves 60', 78' · Toti 70' · Sá 90+1' | Sân vận động: Brentford Community Stadium Trọng tài: Peter Bankes |  |

| 11 tháng 2 2022 22 | Wolverhampton Wanderers | 0-1      | Arsenal                                                          | Wolverhampton                                                           |  |
| 02:45 UTC+7        | Saïss 36' · Neves 60'   | Chi tiết | Gabriel 25', 61' · Partey 33' · Xhaka 45+2' · Martinelli 69' 69' | Sân vận động: Molineux Lượng khán giả: 31,523 Trọng tài: Michael Oliver |  |

| 13 tháng 2 2022 23 | Tottenham Hotspur                            | 0-2      | Wolverhampton Wanderers                     | London                                                                                 |  |
| 21:00 UTC+7        | Lucas 68' · Kulusevski 71' · Bentancur 90+4' | Chi tiết | Jiménez 6' · Dendoncker 18' · Aït-Nouri 66' | Sân vận động: Tottenham Hotspur Stadium Lượng khán giả: 56,452 Trọng tài: Kevin Friend |  |

| 20 tháng 2 2022 24 | Wolverhampton Wanderers                                           | 2-1      | Leicester City                                                  | Wolverhampton                                  |  |
| 23:30 UTC+7        | Neves 9', 76' · Aït-Nouri 31' · Podence 38', 66' · Dendoncker 70' | Chi tiết | Soyuncu 29' · Albrighton 36' · Lookman 38', 41' · Ricardo 90+2' | Sân vận động: Molineux Trọng tài: Craig Pawson |  |

| 25 tháng 2 2022 25 | Arsenal                               | 2-1      | Wolverhampton Wanderers    | London                                                                           |  |
| 02:45 UTC+7        | Saka 38' · Pépé 81' · Sá 90+6' (l.n.) | Chi tiết | Hee Chan 10' · Jiménez 89' | Sân vận động: Emirates Stadium Lượng khán giả: 59,888 Trọng tài: Martin Atkinson |  |

| 27 tháng 2 2022 26 | West Ham United          | 1-0      | Wolverhampton Wanderers | London                                                 |  |
| 21:00 UTC+7        | Souček 59' · Antonio 82' | Chi tiết |                         | Sân vận động: London Stadium Trọng tài: Anthony Taylor |  |

| 5 tháng 3 2022 27 | Wolverhampton Wanderers | 0-2      | Crystal Palace                                                          | Wolverhampton                                                        |  |
| 22:00 UTC+7       |                         | Chi tiết | Mateta 19' · Zaha 34' (ph.đ.) · Gallagher 53' · Guaita 88' · Hughes 90' | Sân vận động: Molineux Lượng khán giả: 31,395 Trọng tài: Andy Madley |  |

| 11 tháng 3 2022 28 | Wolverhampton Wanderers                                                              | 4-0      | Watford               | Wolverhampton                                                           |  |
| 02:30 UTC+7        | Jiménez 13' · Cucho 18' (l.n.) · Podence 21' · Aït-Nouri 35' · Saïss 59' · Neves 85' | Chi tiết | Louza 19' · Samir 40' | Sân vận động: Molineux Lượng khán giả: 29,658 Trọng tài: Darren England |  |

| 13 tháng 3 2022 29 | Everton                                   | 0-1      | Wolverhampton Wanderers | Liverpool                                             |  |
| 21:00 UTC+7        | Holgate 69' · Kenny 75' 78' · Godfrey 84' | Chi tiết | Coady 49', 64'          | Sân vận động: Goodison Park Trọng tài: Michael Oliver |  |

| 19 tháng 3 2022 30 | Wolverhampton Wanderers                                | 2-3      | Leeds United                                                                                    | Wolverhampton                                  |  |
| 03:00 UTC+7        | Boly 6' · Jonny 26' · Jiménez 43' 53' · Trincão 45+11' | Chi tiết | Struijk 45+10' · Harrison 63' · Rodrigo 66', 67' · Cresswell 74' · Ayling 90+1' · Forshaw 90+4' | Sân vận động: Molineux Trọng tài: Kevin Friend |  |

| 2 tháng 4 2022 31 | Wolverhampton Wanderers                                                  | 2-1      | Aston Villa                                                  | Wolverhampton                                                           |  |
| 21:00 UTC+7       | Jonny 7', 66' · Coady 25' · Young 36' (l.n.) · Marçal 90+2' · Neto 90+3' | Chi tiết | McGinn 38' · Watkins 86' (ph.đ.) · Young 90+3' · Konsa 90+4' | Sân vận động: Molineux Lượng khán giả: 31,012 Trọng tài: Darren England |  |

| 9 tháng 4 2022 32 | Newcastle                    | 1-0      | Wolverhampton Wanderers | Newcastle upon Tyne                                                         |  |
| 02:00 UTC+7       | Schär 56' · Wood 72' (ph.đ.) | Chi tiết | Moutinho 87'            | Sân vận động: St. James Park Lượng khán giả: 52,164 Trọng tài: Peter Bankes |  |

| 24 tháng 4 2022 33 | Burnley                                    | 1-0      | Wolverhampton Wanderers | Burnley                                           |  |
| 20:00 UTC+7        | Vydra 33', 62' · Taylor 77' · Barnes 90+4' | Chi tiết | Neto 90+4'              | Sân vận động: Turf Moor Trọng tài: Anthony Taylor |  |

| 30 tháng 4 2022 34 | Wolverhampton Wanderers  | 0-3      | Brighton                                                               | Wolverhampton                                                         |  |
| 21:00 UTC+7        | Coady 21' · Hee Chan 72' | Chi tiết | Mac Allister 42' (ph.đ.) · Cucurella 60' · Trossard 70' · Bissouma 86' | Sân vận động: Molineux Lượng khán giả: 31,243 Trọng tài: Simon Hooper |  |

| 8 tháng 5 2022 35 | Chelsea                                   | 2-2      | Wolverhampton Wanderers                                           | London                                                                       |  |
| 21:00 UTC+7       | Azpilicueta 27' · Lukaku 56' (ph.đ.), 58' | Chi tiết | Saïss 36' · Neto 45+2' · Moutinho 51' · Trincão 79' · Coady 90+7' | Sân vận động: Stamford Bridge Lượng khán giả: 32,190 Trọng tài: Peter Bankes |  |

| 12 tháng 5 2022 36 | Wolverhampton Wanderers | 1-5      | Manchester City                                 | Wolverhampton                                     |  |
| 02:15 UTC+7        | Dendoncker 11'          | Chi tiết | De Bruyne 7', 16', 24', 60', 78' · Sterling 84' | Sân vận động: Molineux Trọng tài: Martin Atkinson |  |

| 15 tháng 5 2022 37 | Wolverhampton Wanderers | 1-1      | Norwich City                                          | Wolverhampton                                                            |  |
| 20:00 UTC+7        | Aït-Nouri 55'           | Chi tiết | Normann 19' · Pukki 37' · Giannoulis 47' · Aarons 79' | Sân vận động: Molineux Lượng khán giả: 31,219 Trọng tài: Tony Harrington |  |

| 22 tháng 5 2022 38 | Liverpool                                        | 3-1      | Wolverhampton Wanderers | Liverpool                                       |  |
| 22:00 UTC+7        | Mané 24' · Matip 46' · Salah 84' · Robertson 89' | Chi tiết | Neto 3'                 | Sân vận động: Anfield Trọng tài: Anthony Taylor |  |

### FA Cup
Là một đội bóng ở giải Ngoại hạng, Wolves sẽ bắt đầu chiến dịch FA Cup từ vòng 3 (tháng 1 năm 2022). Wolves sẽ đối đầu với Sheffield United ở vòng 3 cúp FA. Tại vòng 4, Wolves sẽ đối đầu với Norwich City.
| 9 tháng 1 2022 Vòng 3 | Wolverhampton Wanderers      | 3-0      | Sheffield United         | Wolverhampton                                  |  |
| 21:00 UTC+7           | Podence 14, 80' · Semedo 72' | Chi tiết | Basham 61' · Freeman 84' | Sân vận động: Molineux Trọng tài: Paul Tierney |  |

| 5 tháng 2 2022 Vòng 4 | Wolverhampton Wanderers | 0-1      | Norwich City                                                                                  | Wolverhampton                                                        |  |
| 22:00 UTC+7           | Neves 90+4'             | Chi tiết | Hanley 16' · Lees Melou 29' · McLean 45+1', 50' · Williams 79' · Normann 81' · McGovern 90+4' | Sân vận động: Molineux Lượng khán giả: 30,736 Trọng tài: David Coote |  |

### EFL Cup
Là một đội bóng ở giải Ngoại hạng nhưng không được tham dự cúp châu Âu, Wolves sẽ bắt đầu chiến dịch cúp EFL 2021-22 từ vòng 2, đối thủ của họ ở vòng 2 là Nottingham Forest. Và ở vòng 3, Wolves đã bị Tottenham Hotspur đánh bại sau loạt luân lưu.
| 25 tháng 8 2021 Vòng 2 | Nottingham Forest | 0–4      | Wolverhampton Wanderers                                 | Nottingham                                                                  |  |
| 02:00 UTC+7            |                   | Chi tiết | Saïss 58' · Podence 60' · Trincão 86' · Gibbs-White 88' | Sân vận động: The City Ground Lượng khán giả: 10,769 Trọng tài: Andy Davies |  |

| 23 tháng 9 2021 Vòng 3                           | Wolverhampton Wanderers                              | 2–2 (2–3 p)                      | Tottenham Hotspur            | Wolverhampton                                                        |  |
| 01:45 UTC+7                                      | Silva 16' · Dendoncker 38' · Neves 47' · Podence 58' | Chi tiết                         | Ndombele 14', 83' · Kane 23' | Sân vận động: Molineux Lượng khán giả: 28798 Trọng tài: Peter Bankes |  |
|                                                  |                                                      | Loạt sút luân lưu                |                              |                                                                      |  |
| Hee Chan · Moutinho · Neves · Dendoncker · Coady |                                                      | Kane · Reguilón · Gil · Højbjerg |                              |                                                                      |  |

## Thống kê đội hình
Tính đến 22 tháng 5 năm 2022
| Số áo | Vị trí | Cầu thủ            | Ngoại hạng Anh | Ngoại hạng Anh | Cúp FA | Cúp FA | Cúp EFL | Cúp EFL | Tổng cộng | Tổng cộng | Thẻ phạt | Thẻ phạt |
| Số áo | Vị trí | Cầu thủ            | ST             | BT             | ST     | BT     | ST      | BT      | ST        | BT        |          |          |
| ----- | ------ | ------------------ | -------------- | -------------- | ------ | ------ | ------- | ------- | --------- | --------- | -------- | -------- |
| 1     | GK     | José Sá            | 37             | 0              | 0      | 0      | 0       | 0       | 37        | 0         | 3        | 0        |
| 2     | DF     | Ki-Jana Hoever     | 4(4)           | 0              | 0      | 0      | 2       | 0       | 6(4)      | 0         | 1        | 0        |
| 3     | DF     | Rayan Aït-Nouri    | 20(3)          | 1              | 2      | 0      | 2       | 0       | 24(3)     | 1         | 4        | 0        |
| 5     | DF     | Fernando Marçal    | 17(1)          | 0              | 1      | 0      | 0       | 0       | 18(1)     | 0         | 3        | 0        |
| 6     | MF     | Bruno Jordão       | 0              | 0              | 0(1)   | 0      | 0       | 0       | 0(1)      | 0         | 0        | 0        |
| 7     | FW     | Pedro Neto         | 5(8)           | 1              | 0      | 0      | 0       | 0       | 5(8)      | 1         | 3        | 0        |
| 8     | MF     | Rúben Neves        | 31(2)          | 4              | 2      | 0      | 1       | 0       | 34(2)     | 4         | 11       | 0        |
| 9     | FW     | Raúl Jiménez       | 30(4)          | 6              | 0(2)   | 0      | 0       | 0       | 30(6)     | 6         | 9        | 2        |
| 10    | FW     | Daniel Podence     | 15(11)         | 2              | 2      | 2      | 2       | 2       | 19(11)    | 6         | 2        | 0        |
| 11    | FW     | Francisco Trincão  | 16(12)         | 2              | 0(1)   | 0      | 0(1)    | 1       | 16(14)    | 3         | 0        | 0        |
| 13    | GK     | Louie Moulden      | 0              | 0              | 0      | 0      | 0       | 0       | 0         | 0         | 0        | 0        |
| 14    | DF     | Yerson Mosquera    | 0              | 0              | 0      | 0      | 1       | 0       | 1         | 0         | 0        | 0        |
| 15    | DF     | Willy Boly         | 10             | 0              | 0      | 0      | 1       | 0       | 11        | 0         | 1        | 0        |
| 16    | DF     | Conor Coady        | 38             | 4              | 2      | 0      | 1(1)    | 0       | 40(1)     | 4         | 4        | 0        |
| 17    | FW     | Fabio Silva        | 6(16)          | 0              | 2      | 0      | 2       | 0       | 10(16)    | 0         | 1        | 0        |
| 18    | MF     | Morgan Gibbs-White | 0(2)           | 0              | 0      | 0      | 1       | 1       | 1(2)      | 1         | 1        | 0        |
| 19    | DF     | Jonny              | 9(3)           | 2              | 0      | 0      | 0       | 0       | 9(3)      | 2         | 1        | 0        |
| 20    | FW     | Chiquinho          | 1(7)           | 0              | 0(1)   | 0      | 0       | 0       | 1(8)      | 0         | 0        | 0        |
| 21    | GK     | John Ruddy         | 1(1)           | 0              | 2      | 0      | 2       | 0       | 5(1)      | 0         | 0        | 0        |
| 22    | DF     | Nélson Semedo      | 25             | 0              | 2      | 1      | 0(1)    | 0       | 27(1)     | 1         | 1        | 0        |
| 23    | DF     | Max Kilman         | 30             | 1              | 2      | 0      | 2       | 0       | 34        | 1         | 3        | 0        |
| 24    | DF     | Toti Gomes         | 4              | 0              | 1      | 0      | 0       | 0       | 5         | 0         | 1        | 0        |
| 26    | FW     | Hwang Hee-chan     | 20(10)         | 5              | 0      | 0      | 1       | 0       | 21(10)    | 5         | 2        | 0        |
| 27    | DF     | Romain Saïss       | 31             | 2              | 0      | 0      | 1       | 1       | 32        | 3         | 6        | 0        |
| 28    | MF     | João Moutinho      | 34(1)          | 2              | 1(1)   | 0      | 1(1)    | 0       | 36(3)     | 2         | 4        | 0        |
| 32    | MF     | Leander Dendoncker | 23(8)          | 2              | 2      | 0      | 2       | 1       | 27(8)     | 3         | 4        | 0        |
| 33    | DF     | Ryan Giles         | 0              | 0              | 0      | 0      | 0       | 0       | 0         | 0         | 0        | 0        |
| 34    | DF     | Dion Sanderson     | 0              | 0              | 0      | 0      | 0       | 0       | 0         | 0         | 0        | 0        |
| 37    | FW     | Adama Traoré       | 11(9)          | 1              | 1      | 0      | 0(2)    | 0       | 12(11)    | 1         | 0        | 0        |
| 39    | MF     | Luke Cundle        | 2(2)           | 0              | 0(1)   | 0      | 0(1)    | 0       | 2(4)      | 0         | 0        | 0        |
| 48    | GK     | James Storer       | 0              | 0              | 0      | 0      | 0       | 0       | 0         | 0         | 0        | 0        |
| 59    | DF     | Oskar Buur         | 0              | 0              | 0      | 0      | 0       | 0       | 0         | 0         | 0        | 0        |
| 77    | MF     | Chem Campbell      | 0(1)           | 0              | 0      | 0      | 0       | 0       | 0(1)      | 0         | 0        | 0        |

## Chuyển nhượng

### Mua
| Ngày      | Vị trí | Quốc tịch        | Tên              | Mua từ            | Phí                 | Đội   | Nguồn  |
| --------- | ------ | ---------------- | ---------------- | ----------------- | ------------------- | ----- | ------ |
| 17/6/2021 | CB     | Colombia         | Yerson Mosquera  | Atlético Nacional | €5.20M              | Đội 1 | [ 12 ] |
| 1/7/2021  | GK     | Anh              | Louie Moulden    | Manchester City   | Chuyển nhượng tự do | U-23  | [ 13 ] |
| 9/7/2021  | LB     | Pháp             | Rayan Aït-Nouri  | Angers            | €11.10M             | Đội 1 | [ 14 ] |
| 15/7/2021 | GK     | Bồ Đào Nha       | José Sá          | Olympiacos        | €8.20M              | Đội 1 | [ 15 ] |
| 17/7/2021 | RB     | Hungary          | Bendegúz Bolla   | Fehérvár          | €2.00M              | Đội 1 | [ 16 ] |
| 27/8/2021 | CDM    | Cộng hòa Ireland | Joe Hodge        | Manchester City   | Không tiết lộ       | U-23  | [ 17 ] |
| 31/8/2021 | CDM    | Anh              | Harvey Griffiths | Manchester City   | Không tiết lộ       | U-23  | [ 18 ] |
| 5/1/2022  | CM     | Nhật Bản         | Hayao Kawabe     | Grasshoppers      | Không tiết lộ       | Đội 1 | [ 19 ] |
| 18/1/2022 | LW     | Bồ Đào Nha       | Chiquinho        | Estoril           | Không tiết lộ       | Đội 1 | [ 20 ] |

### Mượn
| Ngày      | Vị trí | Quốc tịch  | Tên               | Mượn từ    | Thời hạn    | Đội   | Nguồn  |
| --------- | ------ | ---------- | ----------------- | ---------- | ----------- | ----- | ------ |
| 3/7/2021  | RW     | Bồ Đào Nha | Francisco Trincão | Barcelona  | Đến hết mùa | Đội 1 | [ 21 ] |
| 29/8/2021 | CF     | Hàn Quốc   | Hwang Hee-chan    | RB Leipzig | Đến hết mùa | Đội 1 | [ 22 ] |

### Bán
| Ngày      | Vị trí | Quốc tịch          | Tên               | Bán cho             | Phí                 | Bán từ   | Nguồn         |
| --------- | ------ | ------------------ | ----------------- | ------------------- | ------------------- | -------- | ------------- |
| 1/7/2021  | CM     | Anh                | Sadou Diallo      | Forest Green Rovers | Hết hợp đồng        | U-23     | [ 23 ] [ 24 ] |
| 1/7/2021  | CF     | Anh                | Jaden Forrester   | Swansea City        | Hết hợp đồng        | Học viện | [ 25 ]        |
| 1/7/2021  | CB     | Cộng hòa Trung Phi | Cyriaque Mayounga | Chưa có bến đỗ      | Hết hợp đồng        | U-23     | [ 23 ]        |
| 1/7/2021  | CM     | Slovakia           | Christián Herc    | Grasshopper         | Chuyển nhượng tự do | U-23     | [ 26 ]        |
| 1/7/2021  | CM     | Malaysia           | Hong Wan          | Johor Darul Ta'zim  | Chuyển nhượng tự do | U-23     | [ 27 ]        |
| 13/7/2021 | GK     | Bồ Đào Nha         | Rui Patrício      | Roma                | €11.50M             | Đội 1    | [ 28 ]        |
| 16/7/2021 | CM     | Đảo Man            | Dean Pinnington   | Wigan Athletic      | Chuyển nhượng tự do | Học viện | [ 29 ]        |
| 20/8/2021 | CDM    | Hoa Kỳ             | Owen Otasowie     | Club Brugge         | €4.00M              | Đội 1    | [ 30 ]        |
| 20/8/2021 | CF     | Tây Ban Nha        | Rafa Mir          | Sevilla             | €16.00M             | Đội 1    | [ 31 ]        |